# Sofía Suescun
Sofía Suescun Galdeano (Pamplona, 4 de julio de 1996) es un personaje mediático, colaboradora de televisión e influencer española que se dio a conocer tras participar en Gran Hermano 16 y Supervivientes 2018. Desde entonces, ha trabajado como colaboradora de televisión para la cadena privada de Telecinco, y a la cual todavía sigue ligada.

## Biografía
Sofía Suescun Galdeano nació en Pamplona (Navarra) el 4 de julio de 1996. Cuando era una niña, sus padres, Carlos Suescun Larrea y Maite Galdeano Marañón, se separaron por problemas en el núcleo familiar y ella comenzó a vivir con su madre, con quien mantiene un vínculo muy fuerte. En su adolescencia, fue modelo, realizó gimnasia rítmica y comenzó sus estudios universitarios, cursando el primer año del Grado en Psicología. Cuando iba a cursar el segundo año universitario, entró en la decimosexta edición de Gran Hermano en España.

### Salto a la fama
El 13 de septiembre de 2015, con 19 años, Sofía Suescun entró a la casa de Guadalix de la Sierra para participar en la decimosexta edición de Gran Hermano junto con su madre, Maite Galdeano, quien resultaría la primera expulsada del reality, como madre e hija, aunque tuvieron que fingir que eran completas desconocidas, ya que estaban participando en la edición de los secretos. Tras superar cinco nominaciones, llegó a la final y, 101 días después, se alzó como ganadora de Gran Hermano 16 con el 60,7 % de los votos de la audiencia. Aquella final consiguió unos datos del 24,6 % de cuota de pantalla y una audiencia de 3 200 000 espectadores. Sofía Suescun sería, sin saberlo aún, la última ganadora del formato que proclamaría Mercedes Milá. 
Tres años después, el 15 de marzo de 2018, la ganadora de Gran Hermano 16 viajó a Honduras para participar en Supervivientes 2018. El 14 de junio de 2018, Sofía Suescun se alzó como ganadora de Supervivientes 2018 con el 53,8 % de los votos de los espectadores. Fue la tercera final más vista en la historia del concurso con unos datos del 35 % de cuota de pantalla y 4 194 000 espectadores.
Seis meses más tarde de su segunda victoria en un reality, el 8 de enero de 2019, Sofía Suescun regresó a la casa que le dio la fama para participar en Gran Hermano Dúo, una nueva versión en la que los famosos participarían en el reality en parejas o tríos. La de Pamplona vivió su primera expulsión en un reality, convirtiéndose en la cuarta expulsada con un 61,1 % de los votos. Dos semanas después, volvería a ser concursante de pleno derecho tras ganar la repesca con el 54 % de los votos. Sin embargo, se quedaría a las puertas de la final tras ser expulsada de nuevo en la misma noche en la que se abrieron los teléfonos para ganar, quedando en el 6.º puesto.

### Afianzamiento en televisión
Sofía Suescun empezó a recibir ofertas de trabajo en  Mediaset España: En 2016 fue tronista de Mujeres y hombres y viceversa, programa en el que posteriormente participó como colaboradora habitual siendo asesora del amor, hasta que el programa paró su emisión como consecuencia de la COVID-19. 
En 2018, tras ganar su segundo reality, Sofía probó suerte en la música de la mano de Radial, productora de música española, lanzando el sencillo «Muévelo», con vídeoclip incluido. El tema se convirtió en poco tiempo en número 1 en tendencias de Youtube y ha superado los 2 millones de reproducciones, aunque las críticas de expertos y público, en general, fueron malas. Además, en una estrategia de Mediaset España para aprovechar el tirón de la navarra entre el target más joven para trasladar su influencia televisiva al entorno digital, estrenó en Mtmad un docu-reality llamado Los mundos de Sofía. En este mismo año, se convirtió en colaboradora de Gran Hermano VIP 6 y Viva la vida.
En 2019, continuó colaborando como asesora del amor en Mujeres y hombres y viceversa y en Gran Hermano VIP 7 (donde concursaron Alba Carrillo o Anabel Pantoja, entre otros), defendiendo a su pareja, Kiko Jiménez. Además, ese año participó en dos concursos de telerrealidad en Mtmad junto con otros rostros de Mediaset España: Crazy party y Mad Merry Christmas.
En septiembre de 2020, se estrenó como colaboradora de Ya es mediodía, en Telecinco. Ese mismo año, fichó como una de las protagonistas del reality Solos/Solas en Mitele Plus, la plataforma de contenidos de Mediaset España. En 2021, participó en Ven a cenar conmigo: Gourmet edition, junto a Terelu Campos, Yurena y Gianmarco Onestini.
Un año después de ganar la decimoséptima edición de Supervivientes, la ofrecen ser la presentadora del QUIZ SV, un concurso semanal que se emitía en la aplicación de Mitele para usuarios registrados.
En 2021, tras prepararse en la Escuela de Comunicación de Olga Marset, recibió la propuesta de presentar Una aventura extrema en Mitele Plus, donde repasaría de lunes a viernes la supervivencia de los concursantes, centrándose en sus labores de pesca, su capacidad para conseguir alimento o agua, o sus habilidades para construir un lugar en el que resguardarse de los temporales de la isla. 

### Desaparición televisiva
En 2021, mientras se encontraba en emisión Supervivientes: Una aventura extrema en Mitele Plus el programa online presentado por Sofía, esta recibiría una propuesta de Mediaset España para que formase parte de LIKEU Management, agencia de representación del grupo audiovisual. La navarra rechazó esta propuesta, ya que previamente había firmado con IN Management, agencia especializada en redes sociales creada por Dulceida. Como consecuencia, la habitual colaboradora fue despedida del grupo de Mediaset España, por lo cual el programa que presentaba en la plataforma de pago de Mediaset fue cancelado y la habitual colaboradora de Telecinco desapareció de manera fulminante de la parrilla televisiva de Mediaset.

### Vuelta a la televisión
En 2024, reapareció en Telecinco en un programa de Supervivientes. Al grito de "he vuelto" tras aparecer subida en la noria infernal en la que hizo historia en Supervivientes 2018 junto al modelo retirado Logan Sampedro, la influencer reapareció después de tres años alejada de la televisión. Esa misma noche, la cadena anunció Supervivientes All Stars, una edición especial en la que participarían las leyendas del formato para celebrar los 20 años de emisión del reality. Siendo Sofía Suescun la primera concursante oficial tras alzarse con la victoria en Supervivientes 2018. La modelo llegó a la final, convirtiéndose en tercera finalista, imponiéndose a ella la victoria de la ex gran hermana y actual influencer Marta Peñate, y con la cual acabó su amistad en el concurso, tras unos gestos y comentarios muy desafortunados hacía la que fue su amiga.
En agosto de ese mismo año, Sofía fue de invitada al programa ¡De viernes! en dos ocasiones, tras la ruptura definitiva con su madre Maite Galdeano, la cual llegó a hacerse viral en redes sociales. La navarra llegó a grabar una entrevista desde su casa dónde narraba su historia, sin embargo, en el último momento Suescun canceló la emisión al ver la gran repercusión mediática que ya había ocasionado la ruptura.
Desde mediados de marzo del año 2025, comenzó a presentar la sección dedicada a comentar los realities de Telecinco en el programa Socialité.

### Recorrido como influencer
En 2021, Sofía Suescun fichó por IN Management, agencia de representación de influencers creada por Dulceida. En ella, realizó colaboraciones con marcas reconocidas nacional e internacionalmente, entre ellas Netflix, que van desde presentar un especial del reality "Amor ConFianza" o una campaña de promoción del reality "Falso amor" en redes sociales. 
Además, colaboró con la plataforma digital Starz Play como presentadora para promocionar Express junto a los protagonistas, Bernardo Flores y Maggie Civantos. Así mismo, fue portada de Xmag en el número publicado en diciembre de 2022. La influencer sacó una línea de ropa de verano, festivales y complementos junto a Shein en el año 2023.

## Trayectoria en televisión
| Año         | Título                                 | Cadena      | Notas                                         |
| ----------- | -------------------------------------- | ----------- | --------------------------------------------- |
| 2016 - 2020 | Deluxe                                 | Telecinco   | Invitada                                      |
| 2016 - 2020 | Sálvame                                | Telecinco   | Invitada                                      |
| 2016        | Cazamariposas                          | Telecinco   | Colaboradora                                  |
| 2016        | Mujeres y hombres y viceversa          | Telecinco   | Tronista                                      |
| 2016        | Gran Hermano VIP 4: Límite 48 horas    | Telecinco   | Colaboradora                                  |
| 2016        | Gran Hermano 17: Límite 48 horas       | Telecinco   | Colaboradora                                  |
| 2017        | Gran Hermano Revolution: El debate     | Telecinco   | Colaboradora                                  |
| 2018        | Viva la vida                           | Telecinco   | Colaboradora                                  |
| 2018        | Gran Hermano VIP 6: El Debate          | Telecinco   | Colaboradora                                  |
| 2018 - 2019 | Los mundos de Sofía                    | Mtmad       | Protagonista de docu-reality (en internet)    |
| 2018 - 2020 | Mujeres y hombres y viceversa          | Telecinco   | Asesora del amor                              |
| 2019        | Crazy party                            | Mtmad       | Participante (en internet)                    |
| 2019        | Quiz SV                                | Mitele      | Presentadora (en internet)                    |
| 2019        | Supervivientes 2019: Conexión Honduras | Telecinco   | Colaboradora                                  |
| 2019        | Gran Hermano VIP 7                     | Telecinco   | Colaboradora, y defensora de Kiko Jiménez     |
| 2019 - 2020 | Mad Merry Christmas                    | Mtmad       | Participante (en internet)                    |
| 2020        | El debate de las tentaciones           | Cuatro      | Colaboradora                                  |
| 2020        | El tiempo del descuento                | Telecinco   | Colaboradora                                  |
| 2020        | Supervivientes 2020                    | Telecinco   | Colaboradora, y defensora de Cristian Suescun |
| 2020        | La casa fuerte                         | Telecinco   | Colaboradora                                  |
| 2020 - 2021 | Ya es mediodía                         | Telecinco   | Colaboradora                                  |
| 2021        | Supervivientes: Una aventura extrema   | Mitele Plus | Presentadora (en internet)                    |
| 2021        | Supervivientes 2021: Conexión Honduras | Telecinco   | Colaboradora                                  |
| 2024        | Supervivientes 2024                    | Telecinco   | Visita de Kiko Jiménez                        |
| 2024        | ¡De viernes!                           | Telecinco   | Invitada                                      |
| 2025        | Socialité                              | Telecinco   | Presentadora: Sección realities               |

## Reality shows
| Año  | Título                               | Cadena      | Posición            | Duración    |
| ---- | ------------------------------------ | ----------- | ------------------- | ----------- |
| 2015 | Gran Hermano 16                      | Telecinco   | Ganadora            | 101 días    |
| 2018 | Supervivientes 2018                  | Telecinco   | Ganadora            | 91 días     |
| 2019 | Gran Hermano Dúo                     | Telecinco   | 4.ª/ 11.ª expulsada | 62 días     |
| 2020 | Solo/a                               | Mitele Plus | Participante        | 14 días     |
| 2021 | Ven a cenar conmigo: Gourmet Edition | Telecinco   | 3.ª clasificada     | 4 programas |
| 2024 | Supervivientes All Stars             | Telecinco   | 3.ª finalista       | 38 días     |

## Discografía

### Sencillos
| Título    | Año  | Listas | Álbum |
| Título    | Año  | SPA    | Álbum |
| --------- | ---- | ------ | ----- |
| «Muévelo» | 2018 | ―      | ―     |